# Josh McCown
Joshua Treadwell McCown (Jacksonville, 4 luglio 1979) è un ex giocatore di football americano e allenatore di football americano statunitense che ha giocato nel ruolo di quarterback. Al college ha giocato a football per i Sam Houston State Bearkats. È il fratello maggiore dell'ex quarterback nella NFL Luke McCown e il fratello minore dell'ex quarterback dell'Università di Texas A&M Randy McCown.

## Carriera universitaria
McCown giocò i primi tre anni della sua carriera universitaria alla Southern Methodist University. Gli ultimi due anni li giocò con i Bearkats, disputando complessivamente 23 partite, passando 4.853 yard, con 38 touchdown e 24 intercetti, oltre a 529 yard corse e altri sette touchdown su corsa.

## Carriera professionistica

### Arizona Cardinals
Al draft NFL 2002, McCown fu selezionato come 81ª scelta dagli Arizona Cardinals. Debuttò nella NFL il 1º dicembre 2002 a Kansas City contro i Chiefs. Nella sua stagione da rookie disputò solamente due partite. Nel suo secondo anno con i Cardinals giocò in 8 partite, mentre la sua migliore stagione fu quella del 2004, in cui totalizzò in 14 partite, con 2.511 yard passate e 11 touchdown. In 4 di esse riuscì a recuperare nell'ultimo quarto lo svantaggio portando i Cardinals alla vittoria. Alla fine della stagione 2005 venne svincolato.

### Detroit Lions
Il 16 marzo 2006 firmò un contratto di due anni diventando la riserva del quarterback titolare Jon Kitna ai Detroit Lions. Con essi disputò solamente due partite per pochi minuti.

### Oakland Raiders
Durante il primo giorno del draft NFL 2007, McCown venne ceduto insieme al suo compagno di squadra wide receiver Mike Williams agli Oakland Raiders in cambio della 105ª scelta del draft 2007. Nella sua prima partita disputò una prova notevole prima di commettere un fumble nella parte finale dell'incontro che costò la vittoria alla sua squadra. Concluse la stagione giocando 9 partite, tutte da titolare.

### Miami Dolphins

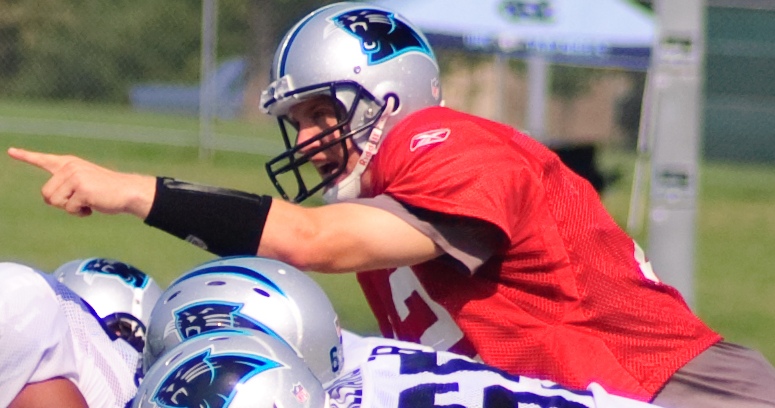
McCown nel 2009 coi Panthers

Il 29 febbraio 2008 firmò un contratto di due anni coi Miami Dolphins. Prima dell'inizio della stagione regolare con l'arrivo del quarterback Chad Pennington, McCown venne ceduto ai Carolina Panthers.

### Carolina Panthers
Il 29 agosto 2008 venne ceduto ai Panthers in cambio della 237ª scelta del draft NFL 2009. In due anni con la franchigia giocò solamente 3 partite.

### Hartford Colonials
Il 3 agosto 2010 firmò con gli Hartford Colonial della United Football League, disputandovi una sola stagione e lanciando per oltre 1.000 yard.

### San Francisco 49ers
Il 17 agosto 2011 firmò con i 49ers ma durante i tagli finali il 3 settembre venne svincolato.

### Chicago Bears

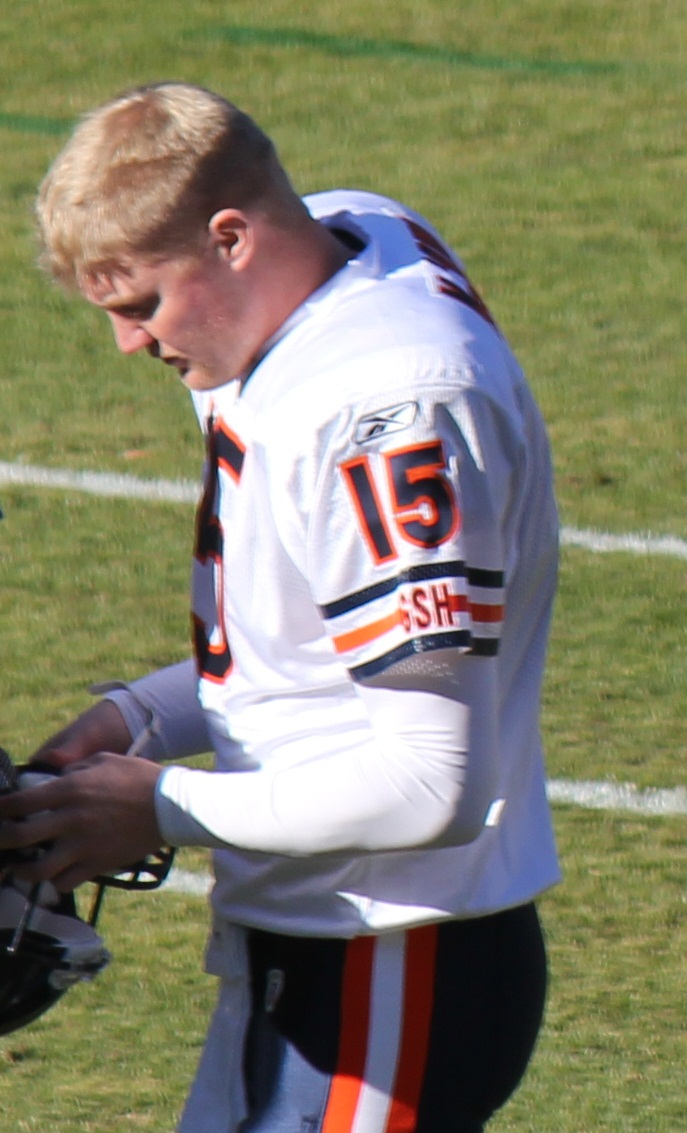
McCown coi Bears.

Il 23 novembre 2011, McCown firmò con i Chicago Bears, come riserva del quarterback titolare Caleb Hanie scegliendo il numero di maglia 15. Nella sua prima stagione a Chicago riuscì a prendere parte a 3 partite, di cui 2 come titolare. Il 14 marzo rifirmò con i Bears un contratto di un anno, cambiando il suo numero di maglia dal 15 al 12. Il 31 agosto 2012 fu svincolato dai Bears. Il 29 marzo 2013 firmò un nuovo contratto annuale con la franchigia.

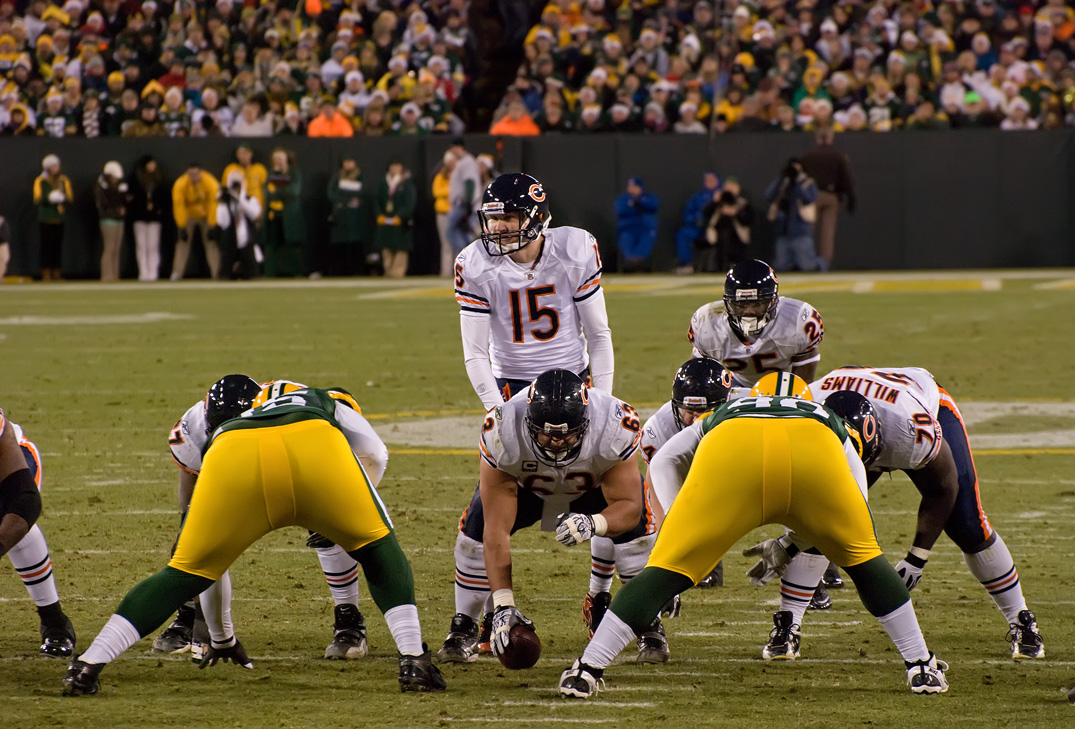
McCown (15) contro i Green Bay Packers nel 2011.

McCown debuttò nella stagione 2013 rilevando l'infortunato Jay Cutler nella settimana 7 contro i Washington Redskins e facendosi trovare pronto, completando 14 passaggi su 20 per 204 yard e un touchdown, non riuscendo tuttavia a completare la rimonta della squadra. A causa dell'infortunio di Cutler, McCown fu nominato titolare nel Monday Night Football della settimana 9 in cui i Bears batterono in trasferta i Green Bay Packers terminando con 272 yard e 2 touchdown passati. La settimana successiva Cutler tornò a essere nominato titolare ma si infortunò nuovamente alla caviglia e McCown lo sostituì nuovamente. Con i Bears in svantaggio di 9 punti contro i Lions passò subito un touchdown ma non riuscì a completare la rimonta, perdendo 19-21.
Tornato a partire come titolare nella settimana 11, McCown portò ancora i Bears alla vittoria, questa volta ai supplementari contro i Baltimore Ravens, passando 216 yard e un touchdown. La settimana seguente giocò ancora bene passando 352 yard e 2 touchdown, con un intercetto subito, ma Chicago fu sconfitta in maniera netta da St. Louis.
Nella settimana 13, i Bears persero ai supplementari contro i Vikings nonostante 355 yard e 2 touchdown dal quarterback, cedendo la testa della division ai Detroit Lions. La settimana successiva passò un record in carriera di 4 touchdown, segnandone un quinto su corsa, nella gara del Monday Night in cui Chicago dominò i Cowboys, vincendo per 45-28. Per questa prova fu premiato come miglior giocatore offensivo della NFC della settimana. Malgrado le ottime prestazioni sfoderate da Josh, all'alba della settimana 15 Cutler fu nominato titolare per la gara contro i Cleveland Browns. McCown concluse la miglior stagione in carriera completando il 66,8 dei suoi passaggi per 1.829 yard e 13 touchdown, con un solo intercetto e un passer rating di 109,0, il terzo migliore della lega dietro Peyton Manning e Nick Foles, e il migliore nella storia dei Bears.

### Tampa Bay Buccaneers

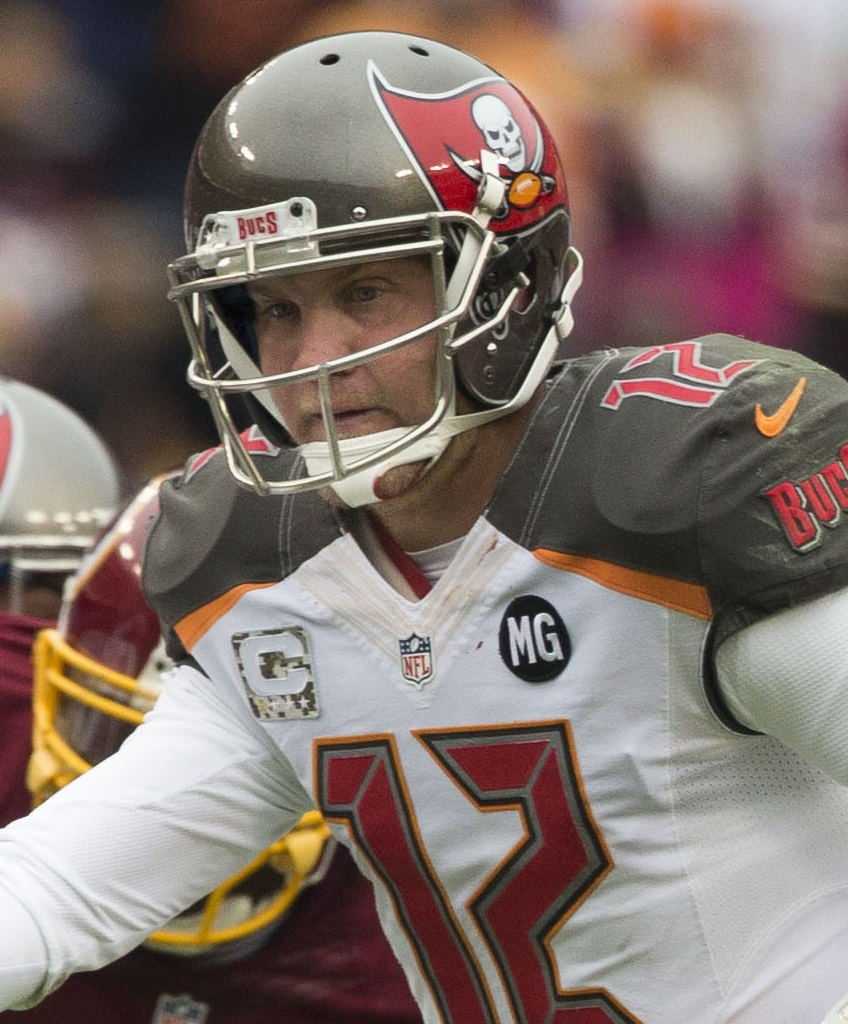
McCown contro i Redskins nel 2014.

Il 12 marzo 2014, McCown firmò coi Tampa Bay Buccaneers un contratto biennale del valore di 10 milioni di dollari. Nella prima partita con la nuova maglia passò 2 touchdown e subì 2 intercetti nella sconfitta coi Panthers. La settimana successiva segnò due touchdown su corsa ma i Bucs furono sconfitti di misura dai Rams. Nel Thursday Night della settimana 3 fu costretto a uscire anzitempo a causa di un infortunio a un pollice, mentre la squadra era già nettamente in svantaggio contro i Falcons, non facendo più ritorno in campo. Per tale motivo non scese in campo nel turno successivo, venendo sostituito da Mike Glennon che guidò i Bucs alla prima vittoria. Questi disputò come titolare anche i successivi cinque turni che risultarono in altrettante sconfitte, finché McCown tornò a riprendere in mano le redini della squadra nella settimana 10 contro i Falcons, in cui passò 301 yard e 2 touchdown nella sconfitta. La vittoria tornò sette giorni dopo in casa dei Redskins in cui passò 288 yard (209 delle quali al rookie Mike Evans) e 2 touchdown.
L'11 febbraio 2015, dopo una sola stagione, McCown fu svincolato dai Buccaneers.

### Cleveland Browns

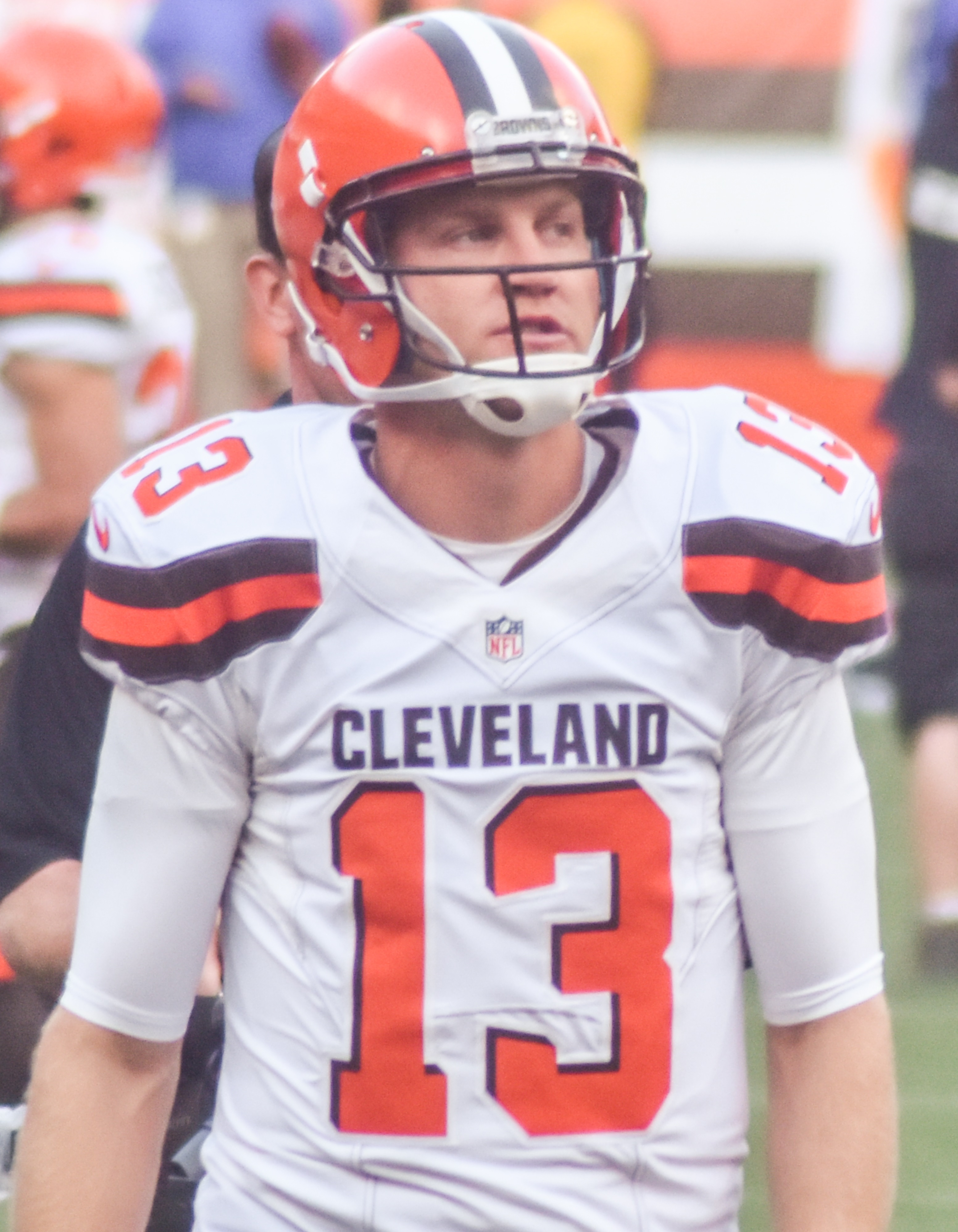
McCown con i Browns

Il 27 febbraio 2015, McCown firmò coi Cleveland Browns un contratto triennale del valore di 15 milioni di dollari. Nominato quarterback titolare, nella prima gara della stagione contro i Jets fu costretto a uscire nel primo tempo a causa di una commozione cerebrale. Ancora convalescente, nella gara successiva lasciò il posto a Johnny Manziel che portò la squadra alla vittoria, ma a partire dal terzo turno tornò titolare, perdendo contro i Raiders. Dopo una sconfitta anche nel quarto turno contro i Chargers, McCown disputò una prestazione che entrò nella storia della franchigia, stabilendo un nuovo primato dei Browns con 475 yard passate che superò il precedente di 444 stabilito da Brian Sipe nel 1981. In quella gara portò la squadra a ribaltare uno svantaggio di 12 punti ai Ravens (contro cui i Browns avevano perso 13 degli ultimi 14 incontri) andando a vincere ai supplementari. Fu inoltre il primo giocatore della storia della squadra a disputare tre gare consecutive da oltre 300 yard passate. Per questa prestazione fu premiato come giocatore offensivo della AFC della settimana.

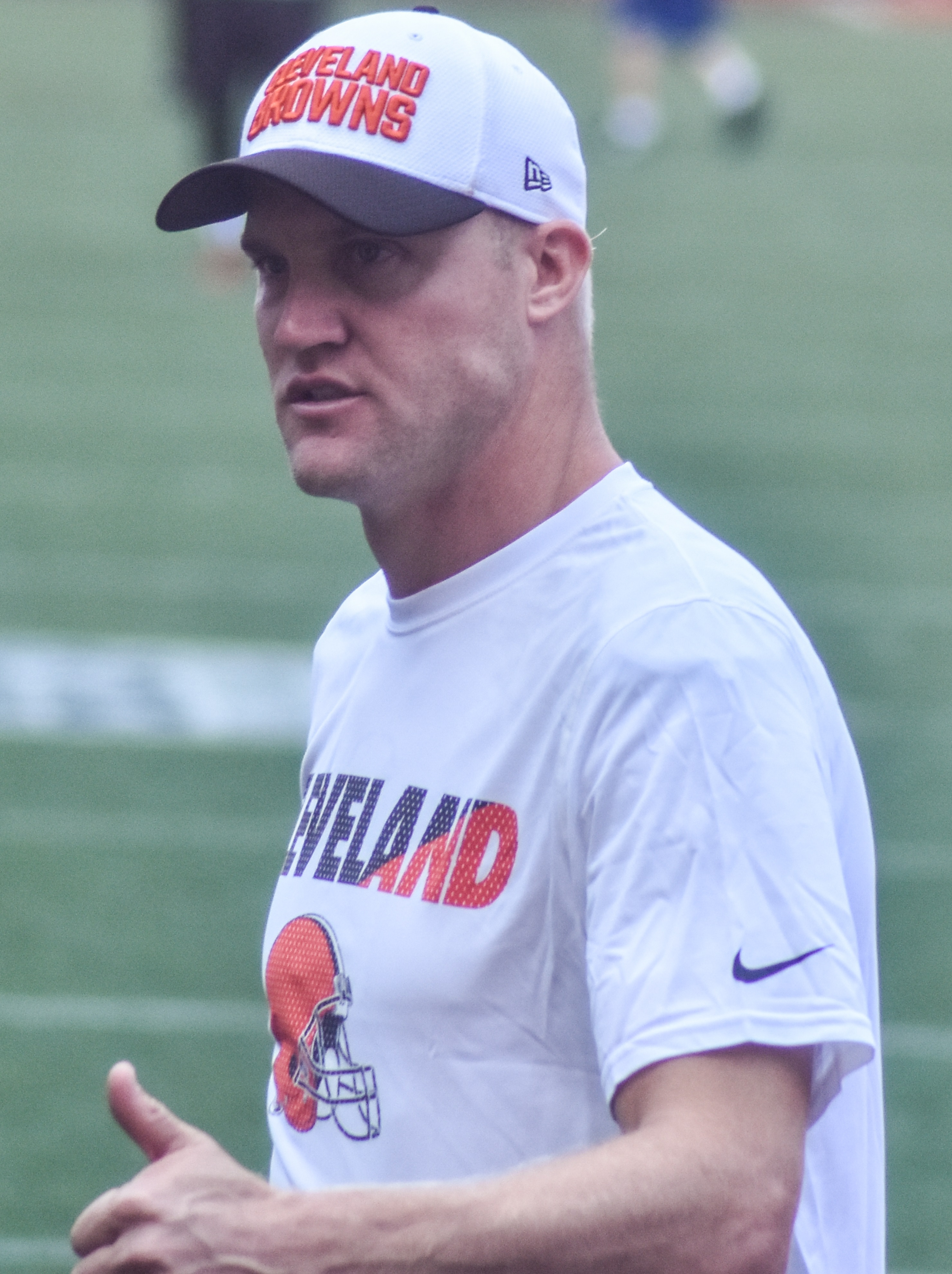
McCown nel 2015

Nella settimana 8 contro i Cardinals, McCown uscì negli ultimi quattro minuti per il riaggravarsi di un precedente infortunio. Per tale motivo, Manziel fu nominato titolare nel turno che seguì. Dopo la settimana di pausa, Manziel avrebbe dovuto essere il titolare per il resto della stagione ma fu pizzicato in comportamenti sconvenienti ad una festa venendo retrocesso al ruolo di terzo quarterback, così McCown tornò in cabina di regia per i Browns. Nel Monday Night Football della settimana 12 contro i Ravens si infortunò a una clavicola nel quarto periodo, chiudendo in anticipo la sua stagione.
I Browns scelsero il nuovo acquisto Robert Griffin III come titolare per la stagione 2016, salvo che questi finì per infortunarsi gravemente già nella prima partita, così McCown prese il suo posto a partire dal secondo turno, contro i Ravens, il 18 settembre. Tuttavia, durante la partita, persa 25 a 20, McCown si infortunò alla spalla sinistra, portando comunque a termine la gara. L'infortunio, una frattura alla clavicola, lo tenne fuori gioco fino al 30 ottobre. Tornò titolare contro i New York Jets, in cui completò 25 passaggi su 49, per 341 yard, con 2 touchdown e 2 intercetti. In particolare, nella prima metà della partita McCown totalizzò 228 yard in passaggi, una cifra non raggiunta da un quarterback dei Browns dal 1986. La seconda metà della partita fu meno felice per McCown, e i Browns persero 31-28. Il 4 novembre Cody Kessler, che aveva preso il posto di McCown dopo l'infortunio alla clavicola, fu di nuovo nominato titolare. Tuttavia McCown subentrò a Kessler il 10 novembre quando questi fu tolto dalla partita contro i Baltimore Ravens; McCown completò sei passaggi su 13 per 59 yard, senza touchdown e con due intercetti. Kessler rimase titolare, ma McCown lo sostituì ancora, stavolta a causa di un infortunio, il 20 novembre contro i Pittsburgh Steelers, completando 14 passaggi su 27 per 188 yard e un touchdown. Perdurando l'infortunio di Kessler, McCown fu titolare anche la partita seguente, contro i New York Giants. Dopo questa gare, Griffin fu nuovamente disponibile e riprese il posto da titolare, mentre McCown retrocesse al ruolo di terzo quarterback, e non giocò più. Complessivamente, nel 2016 McCown giocò in cinque gare, di cui tre da titolare, completando 90 passaggi su 165 per 1.100 yard, con 6 touchdown e 6 intercetti.
Il 7 febbraio 2017 i Cleveland Browns svincolarono McCown.

### New York Jets
Il 20 marzo 2017, McCown firmò un contratto annuale del valore di 6 milioni di dollari con New York Jets. Nominato titolare all'inizio della stagione regolare, ottenne la prima vittoria nel terzo turno contro i Dolphins in una gara in cui passò 249 yard e un touchdown. Nel dodicesimo turno passò 331 yard e segnò tre touchdown totali, incluso uno su corsa a due minuti dal termine che diede alla squadra la vittoria sui Chiefs, venendo premiato come giocatore offensivo della AFC della settimana. La settimana successiva subì una frattura a una mano nella gara contro i Denver Broncos, venendo costretto a perdere tutte le ultime tre gare stagionali. La sua annata si chiuse con i primati personali di 2.926 yard passate, 18 touchdown passati e 5 touchdown segnati su corsa. Il passer rating di 94,5 fu il secondo migliore della carriera. Come titolare ebbe un record di 5-8 mentre i Jets in sua assenza persero tre gare su tre.
Nel 2018 McCown fu la riserva del rookie scelto come terzo assoluto Sam Darnold. Quando questi si infortunò fu nominato titolare per la gara del decimo turno.

### Philadelphia Eagles
Alla fine della stagione 2018, McCown alla scadenza del contratto firmato con i New York Jets, il 17 giugno 2019 ufficializzò a 39 anni il proprio ritiro. Il 17 agosto 2019 tornò sui propri passi firmando un contratto di un anno con i Philadelphia Eagles per la stagione 2019. Nel primo turno di playoff contro i Seattle Seahawks il quarterback titolare Carson Wentz si infortunò a inizio gara così McCown prese il suo posto, completando 18 passaggi su 24 per 174 yard nella sconfitta per 17-9. Fu il secondo quarterback della storia dopo Sonny Jurgensen nel 1974 a completare il primo passaggio in carriera nei playoff all'età di 40 anni.

### Houston Texans
Il 4 novembre 2020, McCown firmò con gli Houston Texans.

## Palmarès
- Giocatore offensivo della NFC della settimana: 1

14ª del 2013
- Giocatore offensivo della AFC della settimana: 2

5ª del 2015, 13ª del 2017

## Statistiche
Stagione regolare
| 2002   | Arizona   | NFL    | 2  | 7   | 18   | 38.9 | 66    | 0  | 2  | 1    | 20  | 0 |
| 2003   | Arizona   | NFL    | 8  | 95  | 166  | 57.2 | 1018  | 5  | 6  | 28   | 158 | 1 |
| 2004   | Arizona   | NFL    | 14 | 233 | 408  | 57.1 | 2511  | 11 | 10 | 36   | 112 | 2 |
| 2005   | Arizona   | NFL    | 9  | 163 | 270  | 60.4 | 1838  | 9  | 11 | 29   | 139 | 0 |
| 2006   | Detroit   | NFL    | 2  | 0   | 0    | 0    | 0     | 0  | 0  | 0    | 0   | 0 |
| 2007   | Oakland   | NFL    | 9  | 111 | 190  | 58.4 | 1151  | 10 | 11 | 29   | 143 | 0 |
| 2008   | Carolina  | NFL    | 2  | 0   | 0    | 0    | 0     | 0  | 0  | 4    | -3  | 0 |
| 2010   | Hartford  | UFL    | 8  | 114 | 204  | 56.4 | 1463  | 10 | 8  | 10   | 35  | 0 |
| 2011   | Chicago   | NFL    | 3  | 35  | 55   | 63.6 | 414   | 2  | 4  | 12   | 68  | 0 |
| 2012   | Chicago   | NFL    | 0  | 0   | 0    | 0    | 0     | 0  | 0  | 0    | 0   | 0 |
| 2013   | Chicago   | NFL    | 8  | 149 | 224  | 66.5 | 1829  | 13 | 1  | 13   | 69  | 1 |
| 2014   | Tampa Bay | NFL    | 11 | 184 | 327  | 56.3 | 2,206 | 11 | 14 | 70.5 | 127 | 3 |
| Totale | Totale    | Totale | 58 | 794 | 1337 | 59.4 | 8827  | 50 | 45 | 76.1 | 706 | 4 |